# Schloss Wasserlos

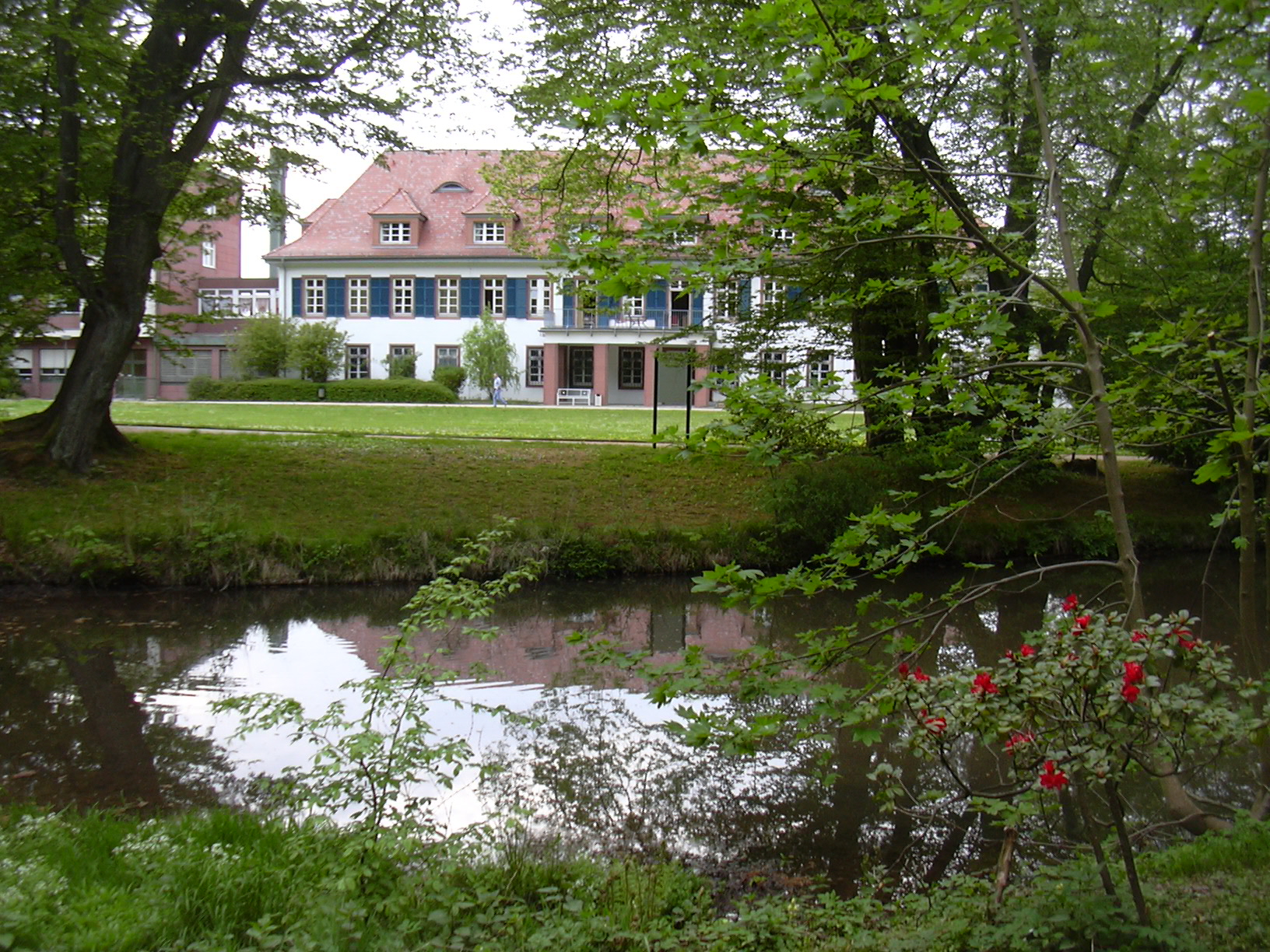
Ehemaliges Schloss Wasserlos (jetzt Krankenhaus des Landkreises)

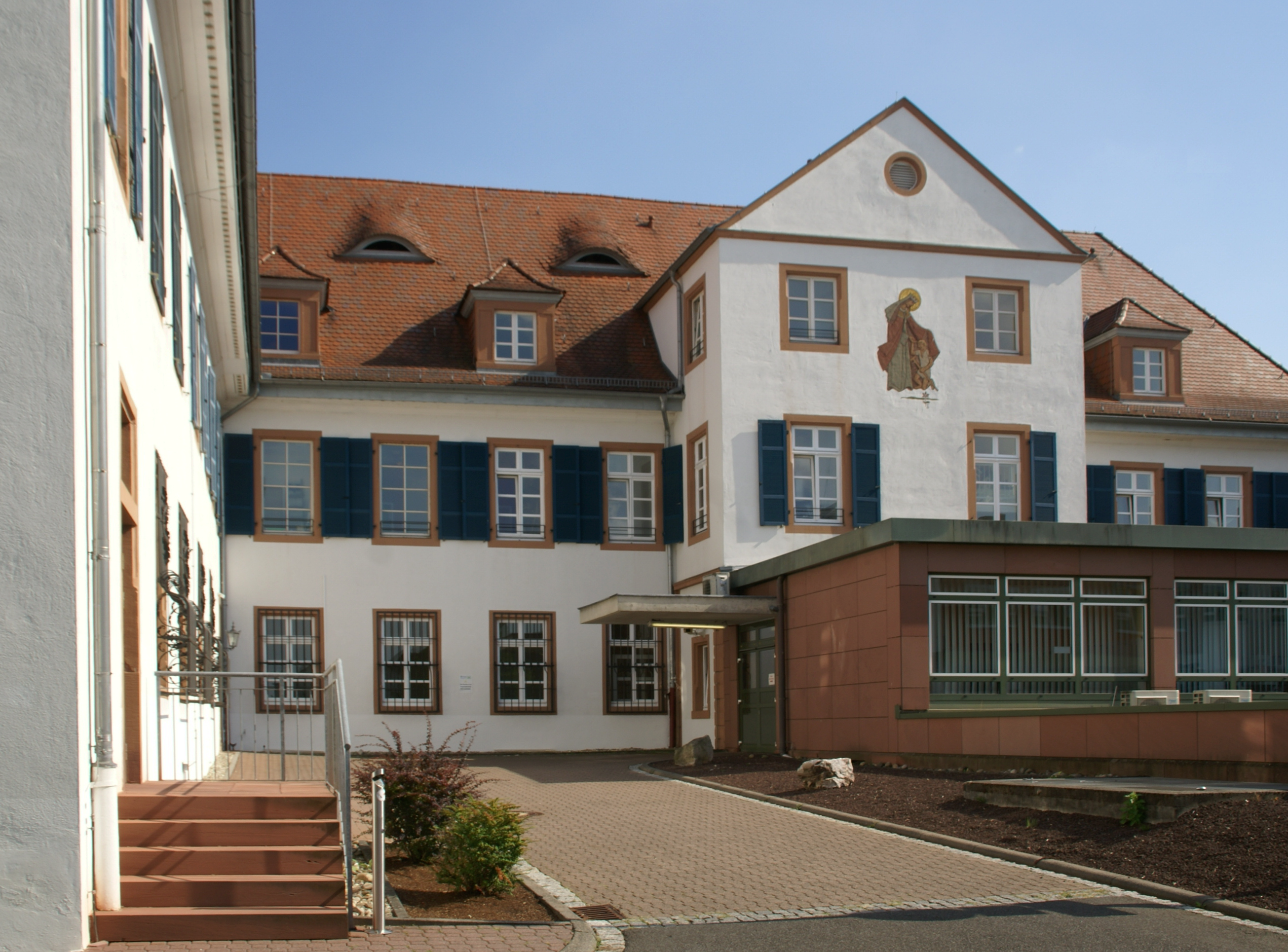
Ältester Teil des Schlosses mit Mittelrisalit und jüngerem Vorbau

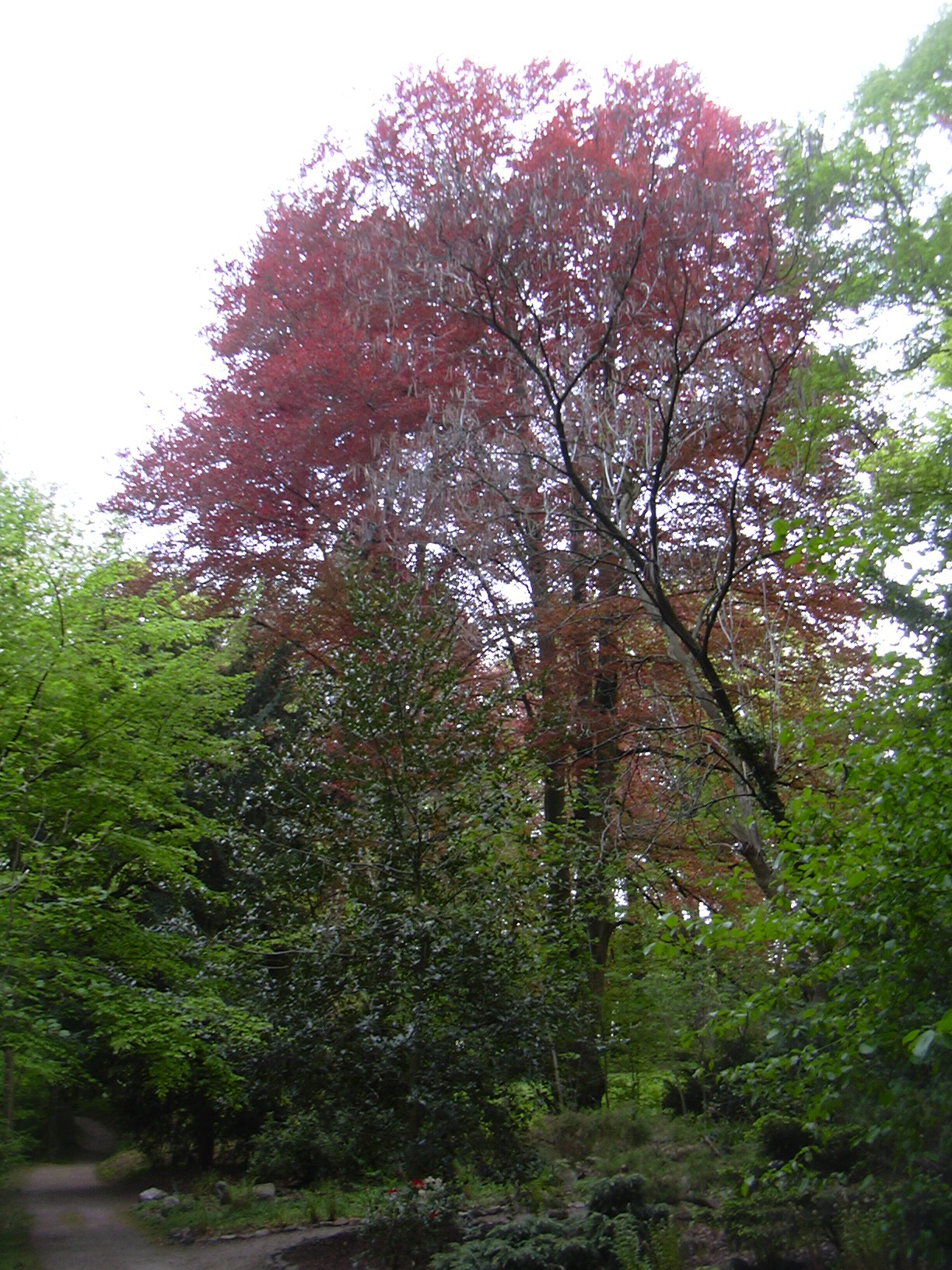
Englischer Landschaftspark am Schloss mit historischer Blutbuche

Das Schloss Wasserlos befindet sich im Alzenauer Stadtteil Wasserlos im Landkreis Aschaffenburg in Bayern.

## Geschichte
Das Schloss Wasserlos wurde 1790 auf den Resten der ehemaligen Burg durch Prinz Ludwig Eugen, Sohn des Herzogs Karl Alexander von Württemberg, erbaut. Besitzer um 1800 war Johann Gabriel Marquis von Chasteler de Courcelles; unter diesem wurden die Gartenanlage und die Wirtschaftsgebäude ausgebaut und ein Pavillon als Teehaus errichtet. Unter den weiteren Schlossbesitzern war von 1845 bis 1868 auch Ludovica des Bordes, geb. Brentano, genannt Lulu, die 1851 die Schlosskapelle restaurierte, sowie deren Adoptivtochter Meline, Gemahlin des Grafen Moritz Casimir zu Bentheim-Tecklenburg-Rheda (1798–1877).
1866 diente das Schloss während des Deutschen Krieges als Lazarett. Im Jahr 1901 erwarb Baron von Mumm das Schlossgut Wasserlos. Er war ein fortschrittlicher Landwirt, und die hier hergestellten Weine und Branntweine waren von gutem Ruf. Er betrieb auch eine bekannte Rinder- und Pferdezucht. Ihm folgte 1916 Wilhelm Weigang, der das Schloss nach dem Ersten Weltkrieg umbaute. 1942 verkaufte die Familie Weigang das Schlossgut, das während des Zweiten Weltkrieges erneut als Lazarett diente, an die Reichsjugendverwaltung der NSDAP. Am Kriegsende wurden Schloss und Park von der Militärregierung beschlagnahmt und gingen dann in den Besitz des Landesamtes für Vermögensverwaltung über. 1945 genehmigte die Militärregierung die Übertragung des Schlosses an den damaligen Landkreis Alzenau.
Am 1. April 1949 wurde der Besitz an das Land Bayern übertragen, das das ganze Areal mit dem 3,3 Hektar großen Englischen Garten 1951 an den Landkreis Aschaffenburg übergab. Seit Ende des Zweiten Weltkriegs war im Schloss zur Versorgung des Altlandkreises Alzenau das Kreiskrankenhaus eingerichtet. In dem Schloss und in den Anbauten befindet sich heute der Standort Alzenau-Wasserlos des Klinikums Aschaffenburg-Alzenau.

## Wissenswertes
Im Krankenhauspark mit Spazierwegen entlang an Teichen, dem Rückersbach und durch Mischwälder mit historischem Baumbestand (Rotbuchen, Eichen, Platanen) wachsen auch exotische Bäume (z. B. Mammutbäume), die normalerweise in dieser Region nicht gedeihen. Außerdem befindet sich hier der Eingang zu einem früheren Geheimgang, der am Kriegerdenkmal (ehemaligen Teehäuschen und Belvedere) endet. Es ist historisch nicht abschließend geklärt, ob der Geheimgang wirklich als Fluchtweg gedient hat oder andere Zwecke erfüllte.